# Cisa (jezioro)
Cisa (węg. Tisza-tó, także Kisköre, węg. Kiskörei víztározó) – sztuczny zbiornik wodny w środkowym biegu Cisy, w komitacie Heves we wschodnich Węgrzech, na Wielkiej Nizinie Węgierskiej. Największe sztuczne jezioro Węgier, drugi co do wielkości (po jeziorze Balaton) zbiornik wodny tego państwa.
Jezioro Cisa stanowi w zasadzie zespół rozlewisk, kanałów i podmokłych łąk, rozciągający się w środkowym biegu Cisy od wsi Kisköre do wysokości miasta Tiszafüred. Są one w zasadzie pochodzenia naturalnego; ingerencja człowieka ograniczyła się do usypania zapory i wałów ograniczających jezioro. Łączna powierzchnia jeziora wynosi 127 km², z czego 43 km² zajmują wyspy. Przeciętna głębokość jeziora wynosi 3,1 m, maksymalna głębokość – 17 m. Długość odcinka Cisy przecinającego jezioro wynosi 27 km.
Jezioro Cisa powstało w ramach wielkiego węgierskiego planu zapobiegania powodziom Cisy. Zaporę w Kisköre wzniesiono w 1973. Napełnianie Jeziora zakończono w latach dziewięćdziesiątych XX wieku. Poza funkcją przeciwpowodziową Jezioro ma znaczenie dla energetyki – zapora w Kisköre mieści przepływową elektrownię wodną o mocy 28 MW. Po napełnieniu Jezioro Cisa stało się nowym ekosystemem – ostoją ptactwa i zwierzyny. Jego wody obfitują w ryby. Jego północna część została objęta ochroną jako część Parku Narodowego Hortobágy.
Jezioro Cisa jest także ośrodkiem turystyki i wypoczynku, w czym konkuruje z zatłoczonym i drogim Balatonem. Na brzegach Jeziora powstała sieć kąpielisk, hoteli i ośrodków wypoczynkowych. Najważniejsze z nich to Tiszafüred, Kisköre, Abádszalók (ośrodek sportów wodnych), Poroszló i Sarud (ośrodki rybackie). We wsiach nad Jeziorem wynajmuje się łodzie i organizuje się wycieczki.

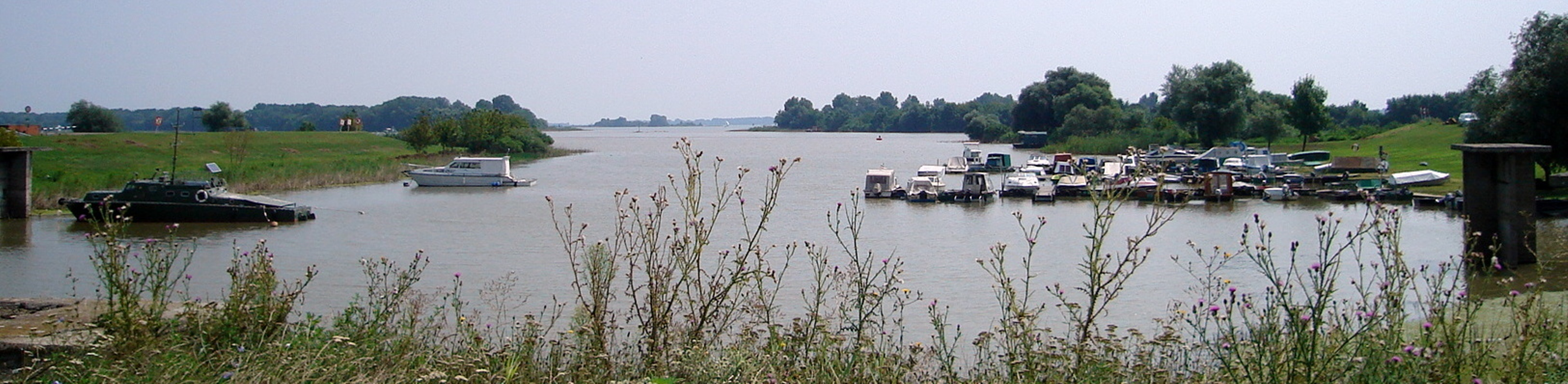
Panorama